# Rubén Magdalena
Rubén Alfredo Magdalena (Llavallol, 30 marzo 1942 – 1º novembre 2002) è stato un calciatore argentino, di ruolo difensore.

## Palmarès

### Club

#### Competizioni nazionali
- Campionato argentino: 3

Boca Juniors: 1964, 1965, 1969 Nacional
- Copa Argentina: 1

Boca Juniors: 1969

### Nazionale
- Taça das Nações: 1

1964